# Schriftdolmetscher
Schriftdolmetscher schreiben das gesprochene Wort wortwörtlich oder in zusammengefasster Form möglichst schnell mit, um hörgeschädigten Menschen zu erlauben, Reden, Vorträgen oder Ähnlichem durch Mitlesen zu folgen. Hierbei ist von zentraler Bedeutung, dass durch den „Echtzeitcharakter“ eine aktive Teilnahme an der Diskussion, z. B. durch Rückfragen, der hörgeschädigten Person ermöglicht wird.
Schriftdolmetschen versteht sich – in Abgrenzung zum Gebärdensprachdolmetschen – primär als Angebot für Menschen, die nicht oder nur sehr eingeschränkt die Gebärdensprache beherrschen, aber der Schriftsprache gut folgen können. Das betrifft oft spätertaubte Menschen – im Gegensatz zu frühertaubten/gehörlosen Personen.

## Methoden
Für das Mitschreiben beim Schriftdolmetschen wird heute fast ausschließlich die Computertechnik genutzt, die ohne Papier-Handhabung auskommt und den mitgeschriebenen Text fortlaufend auf einem Bildschirm oder durch Projektion auf eine Leinwand zum Mitlesen darbietet.
Es können fallweise auch Begleit-Informationen zur laufenden Rede in den gedolmetschten Text eingefügt werden, so etwa Hinweise auf Sprecherwechsel oder Applaus. Der Sprecherwechsel kann je nach Möglichkeiten und Vereinbarungen als solcher an sich oder per Namensnennung angezeigt werden. Dazu muss der Schriftdolmetscher bereits in der Vorbereitung die entsprechenden Informationen erhalten.
In Deutschland kommen derzeit drei verschiedene Methoden zum Einsatz. Welche davon benutzt wird, hängt neben der Verfügbarkeit auch von unterschiedlichen Ansprüchen, Vorlieben und Erfahrungen der Klienten ab sowie von der gewünschten Übertragungsmethodik, z. B. davon, ob eine Wort-für-Wort-Mitschrift oder eher eine Zusammenfassung bevorzugt wird.

### Konventionelle Methode
Hierbei wird das gesprochene Wort auf einer normalen Computer-Tastatur möglichst schnell auf herkömmliche Weise (Zehnfingersystem) mitgeschrieben. Um das Schreibtempo zu erhöhen und Ermüdungserscheinungen vorzubeugen, kommen darüber hinaus Textmakros (automatische Vervollständigung von Wörtern oder Ersetzung von Abkürzungen durch Wörter) / Kürzelsysteme zur Anwendung. Selten kommen auch spezielle Tastaturlayouts (z. B. Dvorak- oder Neo-Tastatur) zum Einsatz.
Diese Methode wird auch als „Schnellschreiben“ bezeichnet.

#### Merkmale
Durch die Verwendung von Standard-Technologie ist der Kapitaleinsatz gering und die Methode einfach zu erlernen – vor allem für bereits geübte 10-Finger-Schreibende.
Da ohne Kürzelsystem auch schnelle 10-Finger-Schreibende rein ergonomisch kaum mehr als 750 Anschläge schaffen und selbst mit Kürzelsystem die besten Leistungen bei knapp über 1000 Anschlägen pro Minute liegen, ist ein Zusammenfassen des Gesprochenen oft unumgänglich.
Die Technik ist darüber hinaus physisch belastend und die Schreibenden müssen sich gegebenenfalls abwechseln, um gesundheitlichen Beeinträchtigungen vorzubeugen.

### Computergestützte Maschinenstenografie
Hierbei wird die spezielle Tastatur einer Stenografiermaschine mit einer Softwarelösung kombiniert. Durch die Möglichkeit, auf der Steno-Tastatur mehrere Tasten gleichzeitig zu drücken, ist das Schreiben ganzer Silben und Wörter möglich.

#### Merkmale
Die computergestützte Maschinenstenografie ist eine sehr schnelle und leistungsfähige Technik und erlaubt Wort-für-Wort-Mitschriften. Dem gegenüber steht eine vergleichsweise lange und teure Ausbildung (ca. 2 Jahre) und einiges an zusätzlicher Berufspraxis, um die Technik optimal anzuwenden. Die Ausbildung, die erforderliche Software und Tastatur sind kostenaufwendig und erfordern einen hohen Kapitaleinsatz.

### Schriftdolmetschen mit Spracherkennung
Hierbei nutzt der Schriftdolmetscher ein speziell auf ihn eintrainiertes Spracherkennungssystem.
Der oder die Dolmetschende diktiert im Einsatz die Redebeiträge nach, liest simultan die Schrift-Ausgabe des Spracherkennungsprogramms mit und korrigiert eventuelle Erkennungsfehler von Hand oder wird hierbei durch einen Co-Dolmetscher unterstützt. Die Schriftdolmetscher können dabei entweder unter Verwendung eines normalen Headsets oder mit Hilfe einer speziellen Stenomaske arbeiten. Sie können hierfür im selben Raum sitzen, in einer Dolmetschkabine (bzw. einem Nachbarraum) oder von zu Hause aus über eine Online-Dolmetschplattform arbeiten.

#### Merkmale
Das Schriftdolmetschen mit Spracherkennung ist von der reinen Geschwindigkeit her die schnellste Methode. Mit einer Ausbildungszeit von ca. einem Jahr und einem deutlich geringeren Anschaffungspreis für Hard- und Software ist sie darüber hinaus kostengünstiger als die computergestützte Stenographie. Erkennungsfehler durch die Software lassen sich nicht ausschließen, können aber anhand der phonetischen Ähnlichkeit mit dem Originalwort vom hörgeschädigten Kunden häufig als solche erkannt und mit dem richtigen Wort assoziiert werden.

### Allgemeines
Beim Schriftdolmetschen handelt es sich um eine mental sehr anstrengende und anspruchsvolle Tätigkeit – deshalb sind alle Schriftdolmetscher für längere Einsätze auf eine Doppelbesetzung beziehungsweise regelmäßige Pausen ab etwa einer Stunde Einsatzdauer angewiesen.
Für eine optimale Vorbereitung sind Schriftdolmetscher darauf angewiesen, Themen, Fachtermini und insbesondere Namen frühzeitig zu erhalten und vorzubereiten. Bei der konventionellen Methode müssen hierbei ggf. Kürzel / Textmakros angelegt werden und bei der Computerstenographie und der Spracherkennung müssen diese Wörter in die jeweilige Software eingegeben und ggf. trainiert werden.
Bei allen Methoden ist es prinzipiell möglich, den gesamten in Schrift übersetzten Text automatisch abzuspeichern. Dieser gespeicherte Text kann auch als Mitschrift zum Nachlesen herausgegeben werden. Ob dies erfolgen soll und in welcher Form die Herausgabe (Druck oder Datei) erfolgt, ist vorab zwischen allen Beteiligten, evtl. auch dem Kostenträger, zu klären.

## Situation in Deutschland

### Gesetzliche Grundlage
Schriftdolmetschen ist in Deutschland nach der Kommunikationshilfenverordnung eine dem Gebärdensprachdolmetschen gleichgestellte Kommunikationshilfe. Unter Bezug darauf werden nach dem Bundesgleichstellungsgesetz und den Landesgleichstellungsgesetzen die gesetzlichen Ansprüche im Kontakt mit Behörden und in Verwaltungsverfahren des Bundes bzw. der einzelnen Länder geregelt.
Eine Kostenübernahme im Bereich Ausbildung und Beschäftigung sowie medizinischer Versorgung wird mit dem Persönlichen Budget nach SGB IX §17 nach Maßgabe des individuell festgestellten Bedarfs über die Rehabilitationsträger, die Gesetzliche Krankenversicherung, Pflegekassen und die Integrationsämter geregelt.

### Probleme

#### Verfügbarkeit
Vom Ziel einer flächendeckenden Verfügbarkeit von Schriftdolmetschern ist man in Deutschland noch sehr weit entfernt. Schätzungen über die Anzahl praktizierender Schriftdolmetscher in Deutschland gehen von ca. 30 bis knapp 70–80, je nachdem wie eng man die Bezeichnung Schriftdolmetschende sieht und welchen Anspruch man an die Professionalität und Praxiserfahrung der Schriftdolmetscher stellt (z. B., ob die Person nur gelegentlich als Schriftdolmetschende tätig ist oder dies hauptberuflich macht).
Nach einer Untersuchung im Jahr 1999 (Hörscreening-Untersuchung von Wolfgang Sohn) gibt es in Deutschland 958 000 hochgradig schwerhörige und ertaubte Menschen. Daraus wird je nach Schlüssel langfristig ein Bedarf von bis zu 4800 Schriftdolmetschern in Deutschland prognostiziert.
Zusätzlich besteht ein Problem darin, dass die Dolmetscher teilweise sehr unterschiedlich in Deutschland verteilt sind. Während z. B. in Berlin knapp 10 Dolmetschende tätig sind, existieren andere Bundesländer, bspw. Bremen, in denen es zurzeit keinen einzigen Dolmetscher gibt. Online-Dolmetschen ermöglicht hierbei eine Erleichterung für die darauf angewiesene Person, da Schriftdolmetschende auch über eine Online-Plattform zugeschaltet werden können.

#### Zertifizierung und Qualität
Da es sich beim Begriff „Schriftdolmetscher“ bisher um keine geschützte Berufsbezeichnung handelt, gibt es ein sehr unterschiedliches Qualitätsniveau zwischen den verschiedenen Anbietern der Dienstleistung.
Schriftdolmetschende selber verstehen ihre Tätigkeit dabei als professionelle Dienstleistung, die in einem sehr hohen Tempo und mit einer sehr hohen Qualität für ihre hörgeschädigten Kunden arbeiten – in Abgrenzung z. B. zu sogenannten Mitschreibkräften, welche meist nur sehr bruchstückhaft Informationen mitschreiben können, z. B. für körperbehinderte Studierende, die in einer Vorlesung selbst keine Notizen machen können, und nicht über das nötige hohe Schreibtempo (und das umfangreiche Hintergrundwissen und die Erfahrung) professioneller Schriftdolmetscher verfügen und damit für eine möglichst weitgehende Inklusion hörgeschädigter Menschen nicht hinreichend sind.
Mit Stand vom 1. April 2012 sind mehrere Prüfungen/Zertifikate von den Kostenträgern anerkannt. Dazu gehören u. a. das Zertifikat der Akademie Z&P (bildet nicht mehr aus), des Deutschen Schwerhörigenbundes (DSB e. V.) und der Kombia GbR.
Die Zertifikatsprüfungen des DSB e. V. und der Kombia GbR stehen dabei auch externen Prüfungsteilnehmern offen. Entsprechende Vorkenntnisse, Berufspraxis usw. sind zur Prüfungszulassung nachzuweisen.
Vom Prüfling erwartete Kenntnisse sind hierbei relative Fehlerfreiheit, ein fester Prozentsatz an Übereinstimmung mit dem Gesagten (schwankt je nach Technik, da nicht jede Technik Wort für Wort in Schrift umwandeln kann), sicherer Umgang mit dem oder der beauftragenden Hörgeschädigten (Kommunikation, Erklärung der eigenen Tätigkeit), das Einhalten der beruflichen Rolle, sicherer Umgang mit der Technik und Unfallverhütung, Protokollerstellung. Zusätzlich werden bei einigen Prüfungen (DSB/Kombia) der fachliche Wortschatz und die Kenntnisse über die Kundengruppe (Sozialisation, spezielle Bedürfnisse, Problemstellungen, …) in einer abschließenden schriftlichen Arbeit überprüft.
Eine staatliche Prüfung befindet sich in der Vorbereitung.
Neben den genannten Zertifikaten gibt es noch andere Prüfungsabschlüsse und -zertifikate, welche aber nicht in gleicher Weise oder nicht flächendeckend durch die Kostenträger anerkannt sind.
Am 1. Juli 2011 gab es in ganz Deutschland nur wenige aktive (schätzungsweise 20–25) Schriftdolmetschende, die über eine anerkannte Prüfung/ein anerkanntes Zertifikat verfügen.

#### Rechtliche Einordnung
Der Deutsche Schwerhörigenbund geht von der Definition des Dolmetschens als Informationsübertragung und Überbrückung von Kommunikationsbarrieren sowie als Vorgang der Umwandlung von Zeichen oder Darstellungen in andere Zeichen oder Darstellungen aus.
Der Gesetzgeber hat in die Kommunikationshilfenverordnung neben §3.1 Gebärdensprachdolmetschern
als weitere Kommunikationshilfen für hörgeschädigte Menschen in §3.2 aufgeführt:
- Schriftdolmetscher
- Simultanschriftdolmetscher
- Oraldolmetscher
- Kommunikationsassistenten

## Situation in Österreich

### Geschichte des Schriftdolmetschens in Österreich
Der Österreichische Schwerhörigenbund Dachverband (ÖSB) war von September 2009 bis September 2011 an einem 3-Länder-EU-Projekt mit dem Titel „Verbreitung der Schriftdolmetscherausbildung in Österreich und der Slowakei durch E-Learning zur Unterstützung hörgeschädigter Menschen“ beteiligt. Die mitwirkenden Länder und Organisationen waren Deutschland (DSB, Deutscher Schwerhörigenbund und bkp), Slowakei (VSE/RWE) und Österreich (ÖSB). 
Mit dem Projekt trans.SCRIPT-Austria ist der ÖSB Initiator des Schriftdolmetschens in Österreich und hat die Disziplin (auch auf sozialpolitischer Ebene) etabliert. Neben dem Schriftdolmetschen selbst werden Ausbildung, Zertifizierung und Rezertifizierung von Schriftdolmetschenden seit 2009 in Österreich umgesetzt.

### Zertifizierung und Qualität
ÖSB-trans.SCRIPT-zertifizierte Schriftdolmetschende unterziehen sich alle 1,5 Jahre einer Rezertifizierung, um höchste Qualität für Schriftdolmetsch-Nutzende zu gewährleisten. Von Anfang an ein einzigartiges Qualitätsmerkmal.
In Österreich führt der Österreichische Verband für Schriftdolmetschen, der 2019 ins Leben gerufen wurde, eine öffentlich einsehbare Liste von zertifizierten Schriftdolmetschern. Die darin geführten Schriftdolmetscher verfügen über eine einschlägige Ausbildung in beiden, im deutschsprachigen Raum verwendeten Methoden (konventionelle Methode und Spracherkennung), bilden sich regelmäßig weiter und weisen regelmäßige berufliche Tätigkeit nach. Sie halten sich an den Berufs- und Ehrenkodex und bieten je nach Einsatzart maßgeschneiderte Schriftdolmetschleistungen, auch in Fremdsprachen.

### Steiermark
Laut Harald Tamegger vom Österreichischen Schwerhörigenbund Dachverband (ÖSB) in Wien ist die Übernahme der Dolmetschkosten bei Behördengängen und Arztbesuchen (durch die Sozialversicherung?) ein „extremer Kampf“. Im Mai 2020 „verankerte das Land (Steiermark) Schriftdolmetschen rechtlich als Leistung“.
Für den beruflichen Bereich des Klienten mit Behinderung ist jedoch das Sozialministerium zuständig.